# Comic Strip Classics
Comic Strip Classics è una serie commemorativa di venti francobolli emessi il 1º ottobre 1995 dal servizio postale degli Stati Uniti per il centenario della nascita del fumetto; tale data viene convenzionalmente fatta coincidere con la pubblicazione, il 5 maggio 1895, della prima pagina domenicale del personaggio di Yellow Kid, disegnato da Richard Felton Outcault, pubblicata sul New York World di Joseph Pulitzer. I venti francobolli, tutti da 32 cent, sono riuniti in un unico foglio, disposti su quattro colonne. Ogni francobollo è dedicato a un diverso personaggio del fumetto americano pubblicato prima del 1950 e porta sul retro una breve storia del personaggio scritta da Richard Marshall.

## Elenco dei personaggi e delle serie a fumetti
I personaggi inclusi sono in ordine di sequenza, per riga:
- The Yellow Kid
- The Katzenjammer Kids
- Little Nemo in Slumberland
- Bringing Up Father
- Krazy Kat
- Rube Goldberg's Inventions
- Toonerville Folks
- Gasoline Alley
- Barney Google
- Little Orphan Annie
- Popeye
- Blondie
- Dick Tracy
- Alley Oop
- Nancy
- Flash Gordon
- Li'l Abner
- Terry and the Pirates
- Prince Valiant
- Brenda Starr

## Galleria d'immagini

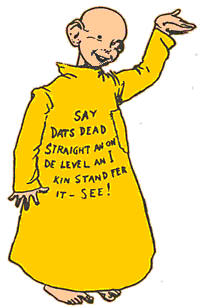
Yellow Kid
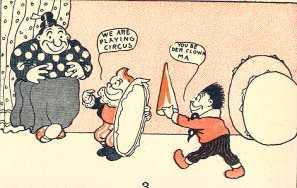
The Katzenjammer Kids (Bibì e Bibò)
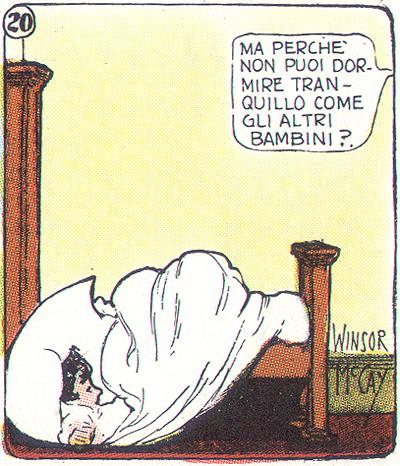
Little Nemo
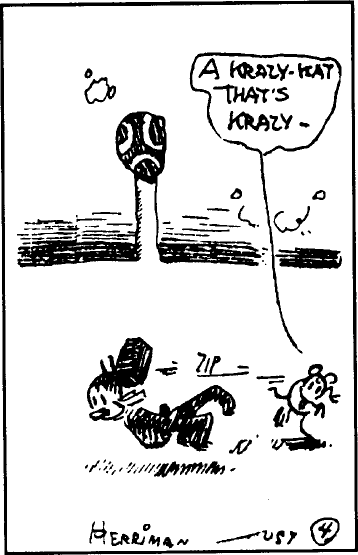
Krazy Kat
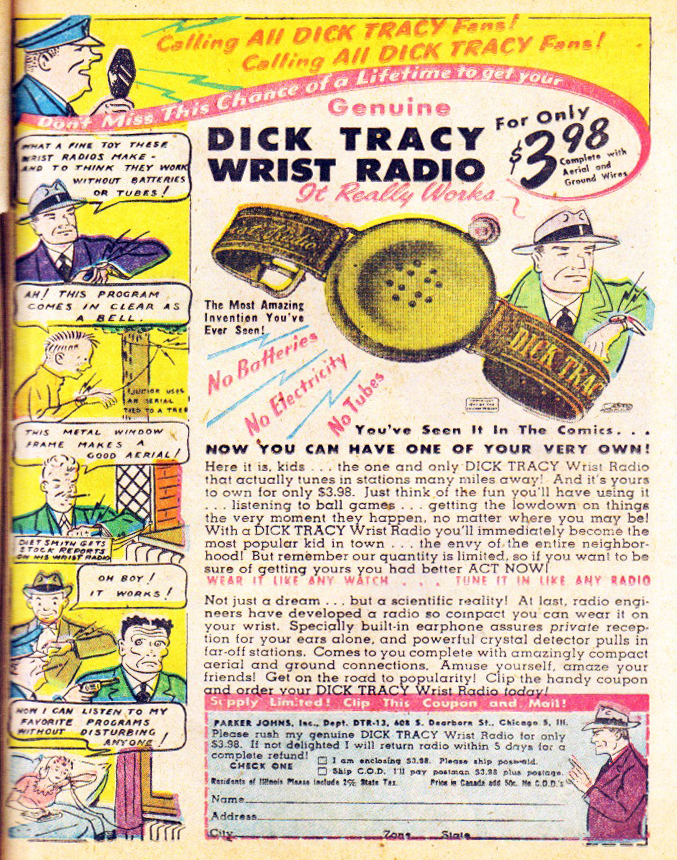
Dick Tracy (pubblicità del 1947 per il radio-orologio giocattolo di Dick Tracy)